# Creu de San Salvador de Fuentes

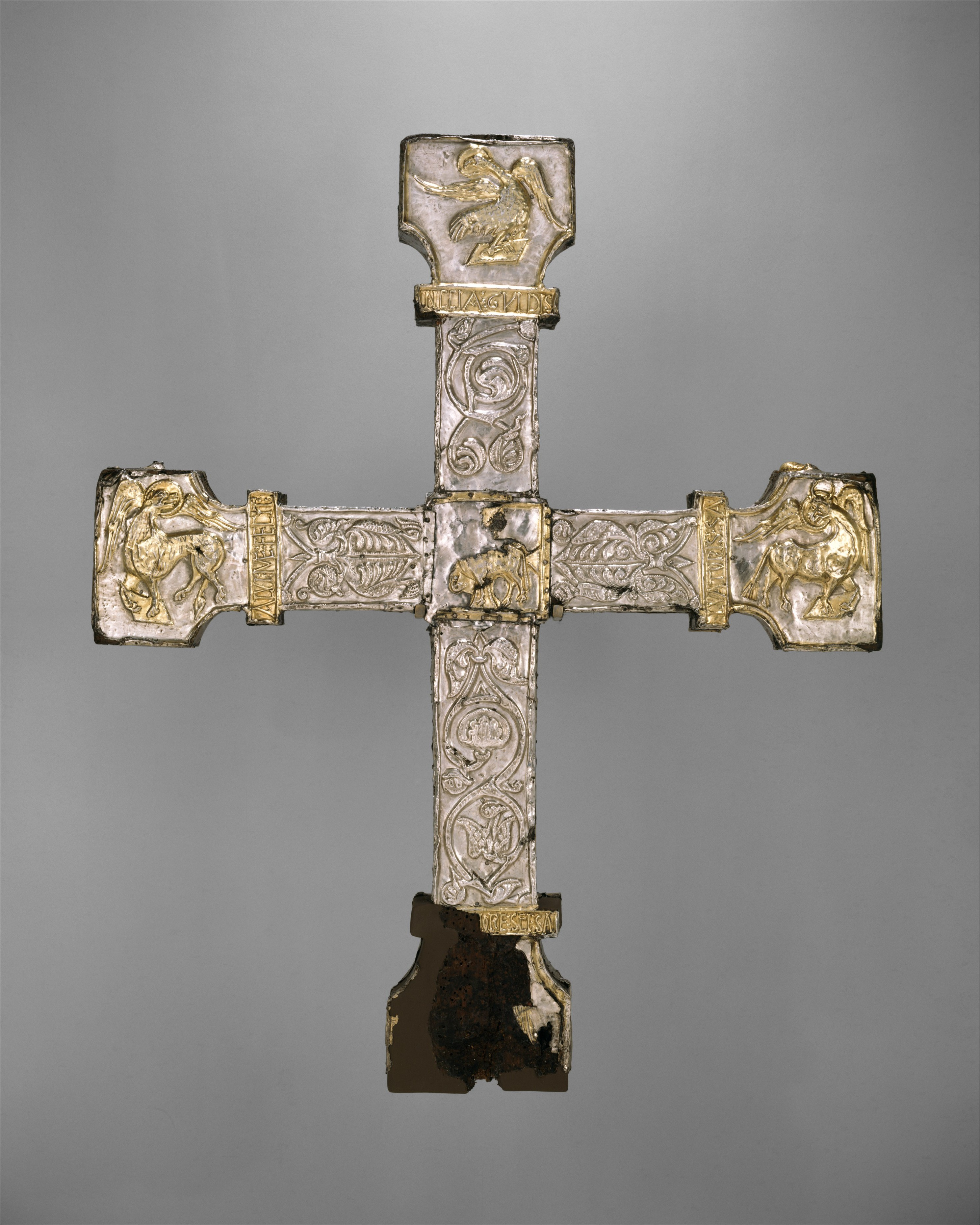
Revers de la Creu.

La creu de San Salvador de Fuentes és una creu votiva que es trobava en el temple de l'Església de San Salvador en la localitat asturiana de Fuentes en el concejo de Villaviciosa.
La creu va sortir per a la seva venda el 1898 passant per diferents mans i països com França i Estats Units. El 1917 el col·leccionista John Pierpont Morgan la va acabar donant al Metropolitan Museum de Nova York.
L'any 1993 la creu es va exhibir per primera vegada a Astúries des de 1898 dins de l'exposició Orígens. La creu es conserva en el Museu Metropolità de Nova York.

## Descripció
La creu és un treball d'orfebreria en fusta revestida amb plata parcialment daurada, pedres, camafeu romà i joies. Té unes mesures de 59,1 × 48,3 × 8,7 cm. Està datada circa de 1150-1175.

En el revers es pot contemplar la inscripció en llatí de la donant Sancha González: 
| « | [EN HO] NORE: S [AN] C [T] I: SA / LVATORIS: SA / NCCIA: GVIDIS / ALVI: ME: FECIT «Sancha González, em va fer en honor de San Salvador». | » |

 A més de la inscripció existeixen diversos baixos relleus: al centre es pot veure el Agnus Dei i en les terminacions dels braços de la creu, per aquesta part del revers, es poden apreciar els símbols al·legòrics als Evangelistes: una àguila, un lleó i un toro. El quart símbol corresponent al braç central en la part inferior i que es troba desaparegut era un àngel.
En l'anvers hi ha la imatge principal de Crist crucificat i coronat, tenint en cadascun dels braços laterals de la creu les figures en relleu de la Mare de Déu i de sant Joan,-un a cada costat-. Coronant la part superior de la creu es pot veure un àngel incensari i en la part inferior a Adam surtin de la seva tomba. Sobre el cap de Crist hi ha una cavitat tapada amb una pedra preciosa que encara conté una relíquia, sense que se sàpiga a qui correspon.

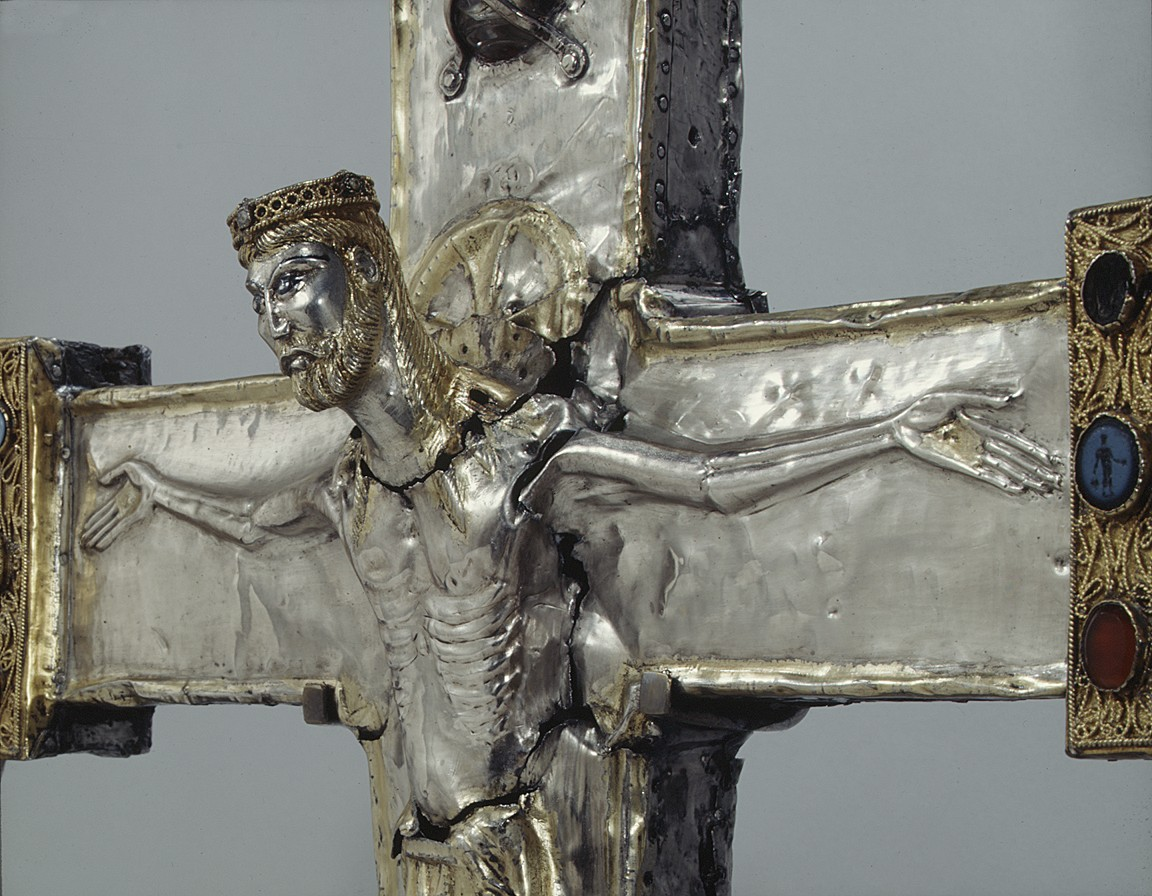
Detall del santcrist en l'anvers.
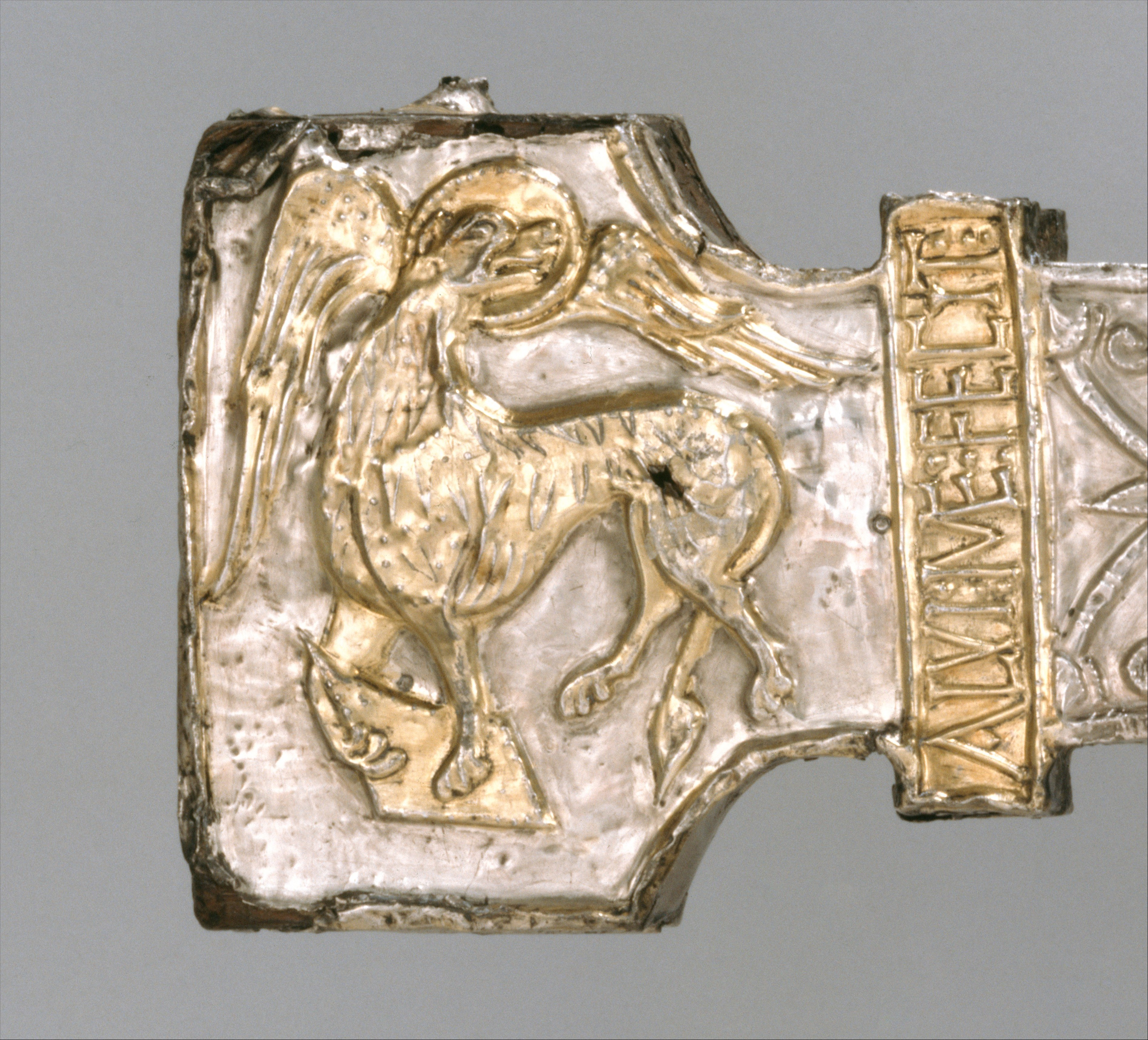
Detall inferior posterior
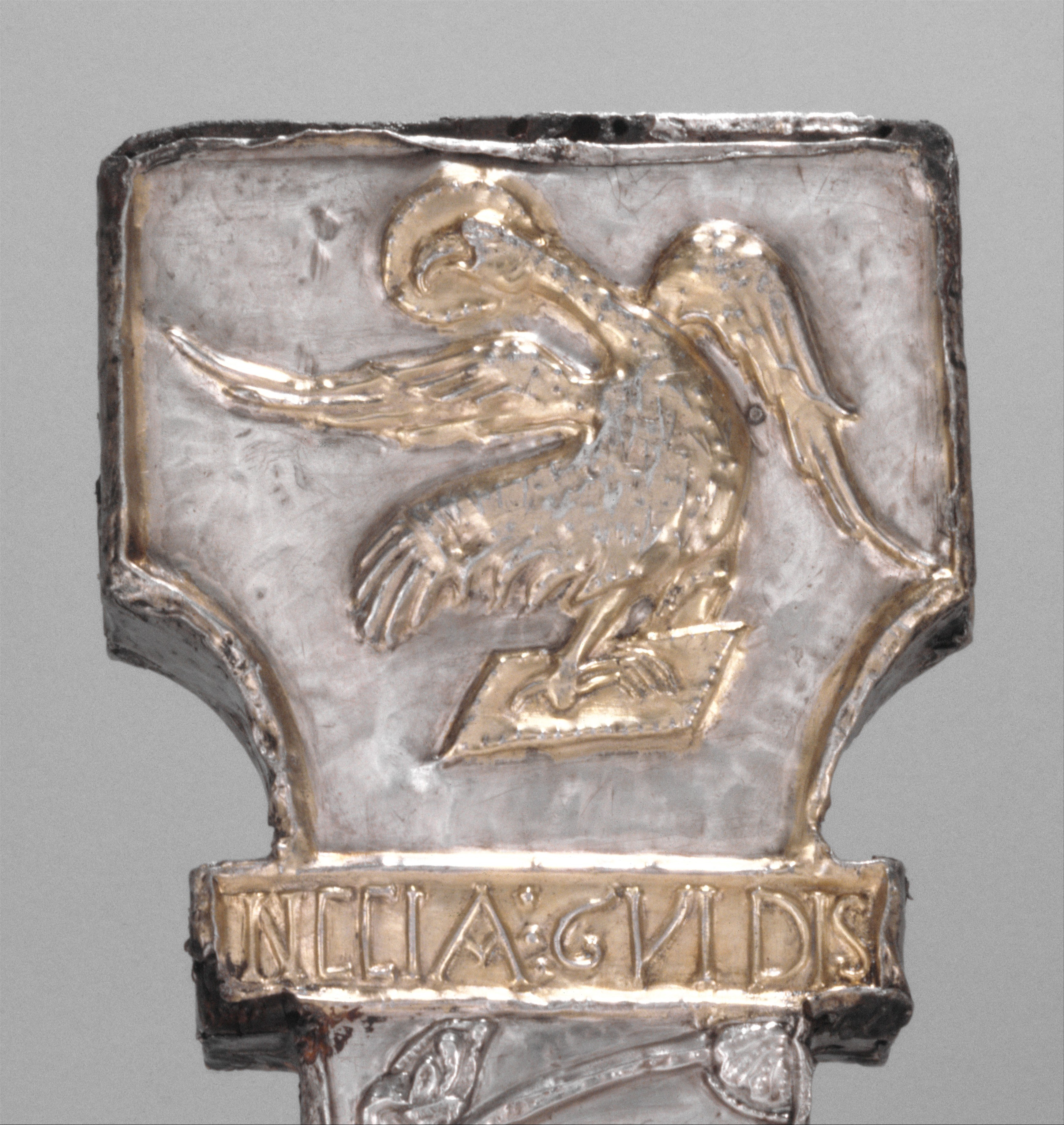
Detall posterior superior
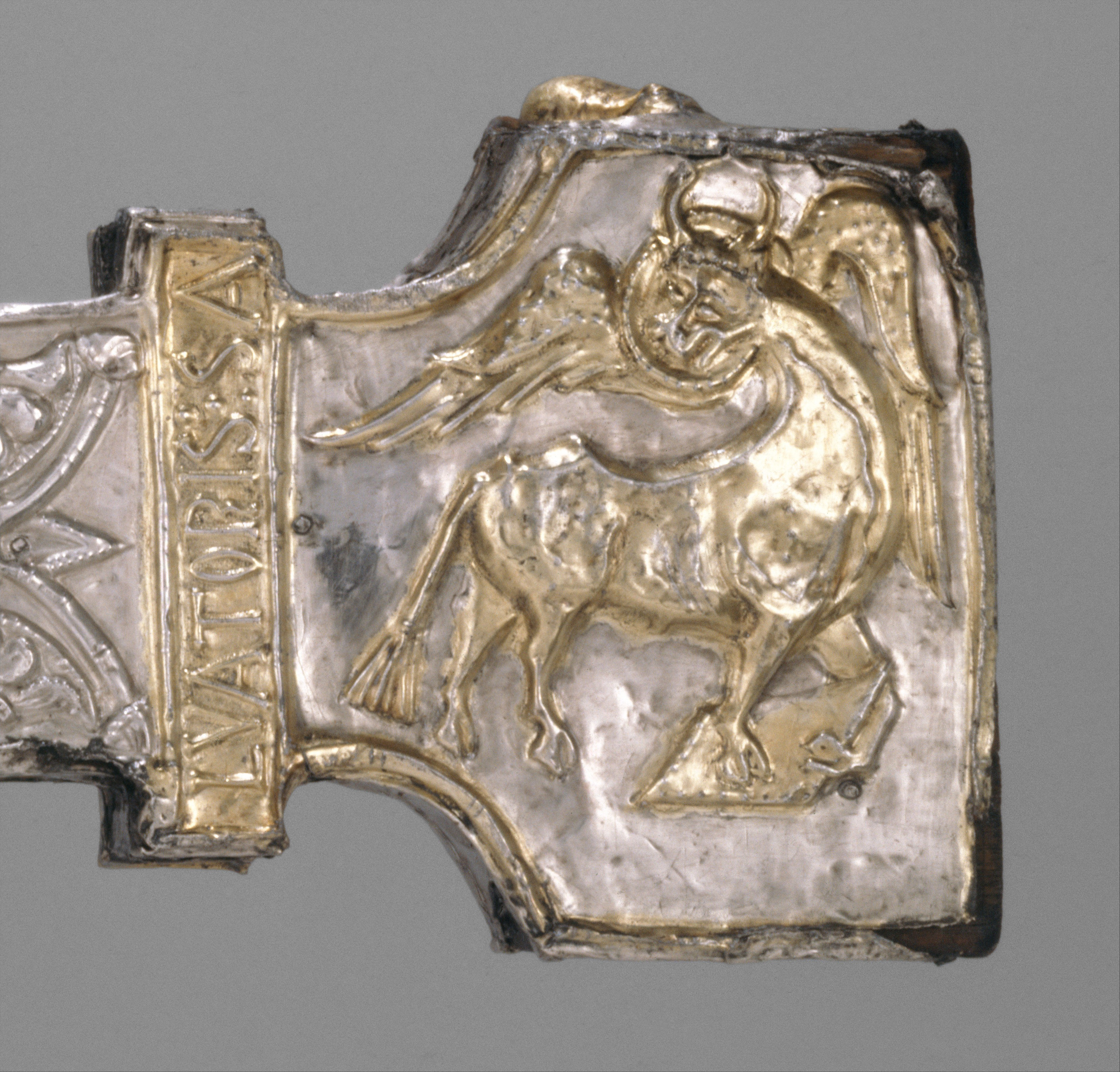
Detall posterior